# Hotiza
Hotiza (węg. Murarév) – wieś w Słowenii, w gminie Lendava. 1 stycznia 2018 liczyła 757 mieszkańców.